# Pandurista
Pandurista es un género de polillas tortrícidas categorizado en la tribu Epitymbiini, de la subfamilia Tortricinae. Fue descrito por Edward Meyrick en 1918.

## Especies
- Pandurista encarsiotoma Diakonoff, 1953
- Pandurista euptycha Diakonoff, 1975
- Pandurista regressa Diakonoff, 1976
- Pandurista stictocrossa Meyrick, 1918